# Karlino
Karlino, tyska: Körlin an der Persante, är en stad i norra Polen, belägen i distriktet Powiat białogardzki i Västpommerns vojvodskap, 9 km nordväst om staden Białogard vid floden Radews sammanflöde med Parsęta.  Staden har 5 974 invånare (2013) och är säte för en stads- och landskommun med samma namn som totalt har 9 307 invånare.

## Kommunikationer
I staden möts DK6 (E28) och den regionala vojvodskapsvägen DW163. Staden har även järnvägsförbindelse mot Szczecinek och Kołobrzeg.